# Station Benonchamps
Station Benonchamps was een spoorwegstation langs spoorlijn 164 (Bastenaken - Kautenbach) in het Belgisch-Luxemburgse dorp Benonchamps, in de gemeente Bastenaken.
Het station is met een imposant stationsgebouw geopend in 1871. Dit gebouw is afgebroken in 1953 en vervangen door een betonnen wachthok.
In 1950 is het reizigersverkeer van de Belgische zijde naar Benonchamps gestopt. Het verkeer van de Luxemburgse zijde is pas in 1967 gestopt.
0,0: Bastenaken-Noord ·
4,2: Neffe ·
7,3: Benonchamps